# Carpenters (musikalbum)
Carpenters är ett album av The Carpenters, släppt den 14 maj 1971.

## Låtlista
1. Rainy Days & Mondays - 3:36
2. Saturday - 1:18
3. Let Me Be The One - 2:24
4. (A Place To) Hideaway - 3:39
5. For All We Know - 2:35
6. Superstar - 3:49
7. Druscilla Penny - 2:14
8. One Love - 3:23
9. Bacharach/David Medley: Knowing When To Leave / Make It Easy On Yourself / (There's) Always Something Thee To Remind Me / I'll Never Fall In Love Again / Walk On By / Do You Know The Way To San José - 5:25
10. Sometimes - 2:53